# Puerto Cabello
Puerto Cabello è un importante porto della costa centrale del Venezuela, situato nello stato del Carabobo e capoluogo dell'omonimo comune.
La città conta circa 200 000 abitanti.
Fu per secoli il principale porto di Caracas, Maracay e Valencia, le principali città del Venezuela centrale. Attualmente è il terzo porto del Venezuela per volume di traffico.
Puerto Cabello fu collegato nell'Ottocento alla città di Barquisimeto da uno dei primi tratti ferroviari del Sudamerica.
Possiede due massicci edifici castrensi di epoca coloniale, il Castillo de San Felipe, oggi meglio conosciuto come Castillo Libertador, eretto nella prima metà del Settecento e il Fortín de Solano, della seconda metà dello stesso secolo. Entrambe le fortezze costituiscono un'eloquente testimonianza del poderoso sistema difensivo spagnolo nei Caraibi meridionali e per tale ragione vennero ripetutamente attaccate dai pirati inglesi e olandesi (questi ultimi asserragliati nelle Antille olandesi, a breve distanza dalle coste venezuelane).
Puerto Cabello fu l'ultimo avamposto coloniale ad essere ceduto dall'impero spagnolo (nel 1823) quando Simón Bolívar ottenne l'indipendenza del Venezuela.
Attualmente la città è collegata a Caracas dalla prima autostrada costruita nel Venezuela ed è un fiorente centro commerciale ed industriale, principalmente nella cantieristica.